# Bayrampaşa
Bayrampaşa là một huyện thuộc tỉnh İstanbul, Thổ Nhĩ Kỳ. Huyện có diện tích 7 km² và dân số thời điểm năm 2007 là 272196 người, mật độ 38885 người/km².